# Andrei Grecu
Andrei Grecu (n. 1883, Berivoi, comitatul Făgăraș, Regatul Ungariei – d. 1943, Deva, Regatul României) a fost delegat al reuniunii învățătorilor greco-catolici la Marea Adunare Națională de la Alba Iulia din 1 decembrie 1918.

## Biografie
A urmat școala primară și Gimnaziul din Blaj, după care a absolvit Preparandia din Blaj. A fost învățător la Grădiște.